# アン・ブックス
アン・ブックスはL・M・モンゴメリの記した『赤毛のアン』及びその続編に対してなされる分類。アン・ブックス以外にアン・シリーズという呼び方もある。アヴォンリー・ブックスとして分類する方法もある。

## 各種分類法
各タイトルは村岡花子訳に準拠する。
| タイトル                                        | 原題                                                             | 刊行年 | アンが主役 | アンまたはアン の子供が主役 | アヴォンリーが舞台 | 作者の考え | 訳者の考え |
| ----------------------------------------------- | ---------------------------------------------------------------- | ------ | ---------- | --------------------------- | ------------------ | ---------- | ---------- |
| 赤毛のアン                                      | Anne of Green Gables                                             | 1908   | ○          | ○                           | ○                  | ○          | ○          |
| アンの青春                                      | Anne of Avonlea                                                  | 1909   | ○          | ○                           | ○                  | ○          | ○          |
| アンの愛情                                      | Anne of the Island                                               | 1915   | ○          | ○                           | ○                  | ○          | ○          |
| アンの幸福 （Anne of Windy Willows を訳した本） | Anne of Windy Willows Anne of Windy Poplars （内容は少し異なる） | 1936   | ○          | ○                           | ×                  | ○          | ○          |
| アンの夢の家                                    | Anne's House of Dreams                                           | 1917   | ○          | ○                           | ×                  | ○          | ○          |
| 炉辺荘のアン                                    | Anne of Ingleside                                                | 1939   | ○          | ○                           | ×                  | ○          | ○          |
| 虹の谷のアン                                    | Rainbow Valley                                                   | 1919   | ×          | ○                           | ×                  | ○          | ×          |
| アンの娘リラ                                    | Rilla of Ingleside                                               | 1921   | ×          | ○                           | ×                  | ○          | ×          |
| アンの想い出の日々                              | The Blythes Are Quoted                                           | 2009   |            |                             |                    |            |            |
| 以下はアンとの関連が薄い短編集                  |                                                                  |        |            |                             |                    |            |            |
| アンの友達                                      | Chronicles of Avonlea                                            | 1911   | ×          | ×                           | ○                  | ×          | ○          |
| アンをめぐる人々                                | Further Chronicles of Avonlea                                    | 1920   | ×          | ×                           | ○                  | ×          | ○          |

### 主役に着目
アンが主役になっている作品は『赤毛のアン』、『アンの青春』、『アンの愛情』、『アンの幸福』、『アンの夢の家』、『炉辺荘のアン』である。
『虹の谷のアン』はアンの子供たちが、そして『アンの娘リラ』は末娘のリラが主役であるためシリーズから除外し、同様に『アンの友達』と『アンをめぐる人々』はアンの出番がほとんどない短編集であるため除外するという考え方。

### 物語の舞台に着目
アヴォンリーが舞台になっている作品は『赤毛のアン』、『アンの青春』、『アンの愛情』、『アンの友達』、『アンをめぐる人々』である。『アンの幸福』、『アンの夢の家』、『炉辺荘のアン』もシリーズから除外する。このアヴォンリー・ブックスという考え方も稀だがされる事がある。

### 作者の見解に着目
作者であるモンゴメリが作品の時系列的にアンシリーズの最後だと考えていた『アンの娘リラ』までをシリーズに含める考え方。

#### 『アンの友達』に関して
モンゴメリが1911年1月17日付けで書いた日記にはこうある。
(参考訳) 私は今晩、短編を幾つか手直ししていた。ページ氏はいつか一冊の短編集を出したいと願っており、それで私はそれらを本に掲載する価値のある物に書き直している。良いものは少ないと思う。
モンゴメリは1929年2月10日にマクミランへこのような手紙を書いている。
1912年には新しい本の用意ができていませんでしたので、ペイジ社は一冊の本になるだけの短編をすべて送るように言ってきました。わたしは多少とも価値があると思われたものはすべて送りました。出版社は出来のいいものを選び、『アンの村の人々』が出版されたわけです。残りの作品は送り返してきましたが、わたしの知らぬ間にコピーを取っていたのです。
このように、モンゴメリは Chronicles of Avonlea をアンの本だとは認識しておらず、短編集だと考えているためシリーズから除外する。

#### 『虹の谷』と『リラ』
- モンゴメリが1920年8月23日付けで書いた手紙にはこうある。昨日、新作[原注『アンの娘リラ』]を書き終えて…この作品で『アン』シリーズともきれいさっぱりお別れです。…どのような少女であれ、六冊も書けばもう十分です。[3]
- モンゴメリは1920年8月24日の日記にこう記している。[4]

```
"Today I wrote the last chapter of of 'Rilla of Ingleside' ....
It is the last of Anne series."
```

(拙訳) 今日、私はアンの娘リラの最終章を書き上げました。これはアン・シリーズの最後です。
- モンゴメリが1940年7月に読者に宛てた手紙にもこう書かれている。[5]

```
『虹の谷のアン』と『アンの娘リラ』もアン・ブックスだと知っている事と思います
```

モンゴメリが『アンの娘リラ』を最後のアン・ブックスとした理由は、第一次世界大戦の勃発により牧歌的なアンの続編はもはや書けないと判断したためである。
この時点での「六冊」とは、『赤毛のアン』、『アンの青春』、『アンの愛情』、『アンの夢の家』、『虹の谷のアン』、『アンの娘リラ』である。この6冊をモンゴメリの考えた通りアン・シリーズとし、さらに、その後に書かれた、時系列的に第一次世界大戦より前に遡る、アンが主役である『アンの幸福』と『炉辺荘のアン』は作者もアンの本と認識しているため(後述)それも含めた8冊をアン・シリーズと考える方法。

#### 『アンの幸福』
モンゴメリは1936年3月1日にマクミランへこのような手紙を書いている。
わたしは『アン』シリーズの最新作―『風そよぐポプラ荘のアン』！！―を書き終えて、出版社に渡したところです。出版社のほうがぜひともそれを書いて欲しいと言ってきていたのです。
よって『アンの娘リラ』でアンの話は最後だと考えていたモンゴメリであったが、後に出版社の要請で新たなアンシリーズの本を書いた事になる。

#### 『炉辺荘のアン』
モンゴメリは1939年3月12日マクミランへこのような手紙を書いている。
九月一日に新作の執筆に取りかかり、大みそかに完成しました。『炉辺荘のアン』という作品です。その通り、またまた『アン』シリーズの一冊です。不承不承だったのですが、執筆を請いつづける出版社に応じたというわけ。
よって『炉辺荘のアン』もアンシリーズの一冊である。

### それ以外の考え方
村岡花子訳の『アンの娘リラ』のあとがきに1956年9月付で書かれている
```
カナダ・アメリカ・イギリスでは…『虹の谷』と『リラ』はわくの外に出していますが
```

という記述を根拠に『虹の谷のアン』と『アンの娘リラ』は除外し、『アンの友達』と『アンをめぐる人々』は含める考え方。
ちなみに英語版の Wikipedia では『虹の谷のアン』と『アンの娘リラ』をアン・ブックスに含め、『アンの友達』と『アンをめぐる人々』はアンの役割が小さい関連書と述べている。

### 分類法のまとめ
作者の意向を尊重するにせよ、それには縛られないと考えるにせよ、アンが主役でないならアン・ブックスではないとするにせよ、アンおよびアンの子供たちが主役ならばアン・ブックスだと感じるにせよ、考え方は色々ある。このように、何がアン・ブックスではないかに関しては色々な観点がある。

## 柳とポプラの違い
『アンの幸福』は Anne of Windy Willows を訳した物である。一方、Anne of Windy Poplars は、モンゴメリの原稿に対し米国の出版社が
- 類似した表題の童話がある
- 身の毛もよだつ内容がある

として、米国において出版に際し表題の変更および内容の一部削除を求め、モンゴメリが応じたものである。一方、英国、カナダ、オーストラリアでは削除されていない Anne of Windy Willows の方が出版された。
和訳においては、村岡花子訳では「柳風荘」となっている通り、エピソードの削除がなされていない Anne of Windy Willows の方を元にしている。

### 背景
出版社は読者に夢や希望を与えてたくさん売れるアンの続編を求める。しかし、実際のモンゴメリは夢や希望とは程遠い人生を送っていた。Anne of Windy Willows を執筆する前年の1934年5月からは1年間で葬儀が11件も相次ぎ、葬式を執り行わねばならなかった夫ユーアンは死の恐怖に怯え、うつ病がさらに悪化し休みがちになり牧師としての勤めが果たせず教区民からの信頼を失った。義理の娘も教区民のためには辞任した方が良いとの立場を取り悲しみは増し加わった。息子のチェスターは欠勤が多いとの理由で法律事務所を解雇された。ユーアンは「健康上の理由」として辞任に追い込まれ、牧師館は退去する事になり、慣れ親しんだ丘や木々や庭や愛らしい小道、愛して尽くしてきた美しい教会を後にして住む家を探さなければならなかった。

## 『アンをめぐる人々』の裁判
『赤毛のアン』を出版したボストンの L.C.ページ社はモンゴメリとの契約が切れていたにもかかわらず『アンの友達』の時点ではボツとした短編を集め新たな本を出す事を1918年に提案した。完成度の低い初期の作品が自分の名前で出版され名声を損ねると考えたモンゴメリは訴訟も辞さないと伝えたところ、ページ社は紛失したので返せないと主張していた原稿が、今度は発見されたと主張し1920年に『アンをめぐる人々』として出版した。表紙には赤毛の少女の絵が大きく印刷されアンの本であるかのような印象を偽り伝える物であった。差し止め命令に関わらず出版された本には「赤毛のアンの主人公の故郷であるアヴォンリーと人物や出来事で多くの接点あり」「全てモンゴメリと関係あり」といったキャッチコピーが付けられボストンの法廷で争う事となる。裁判中モンゴメリは神経をすり減らしバルビタールを毎晩服用しなければ眠れない程であった。裁判の争点は表紙の赤毛の少女がアンのイメージを盗用したかどうかに向けられてしまい、法廷闘争が終わると報復に名誉毀損で告訴され、そちらでもページ社を相手に争わねばならなかった。
モンゴメリは1938年12月28日の日記の中では『アンをめぐる人々』はページ社が無断で出版したものであるとして自分の作品に含めることを拒絶している。

## 備考
- アンがゼラニウムに対して呼んでいたボニーとは、スコットランドの方言で「美しい」という意味。[14]
- レドモンドはモンゴメリも1年学んだダルハウジー大学がモデル。
- モンゴメリは夫のユーアン・マクドナルドの心の病気を隠せる限り隠し通した。リークスデイルの老人は「たとえ、マクドナルド牧師夫人の日誌に書いてあったとしても、信じられない」と言った。[5]『アンの娘リラ』はこのような状況で書かれた。
- 夫ユーアンが牧師の職を辞したためノーヴァルの牧師館を立ち退きトロントで家を探していたモンゴメリは、一度は自分の持ち家に住んでみたいと願うようになった。読者や出版社のアン・ブックスの続編を求める声に応えるためと、家を買う資金の足しにするためもあり『アンの愛情』と『アンの夢の家』の間の空白の期間を埋めるべく『アンの幸福』が書かれた。[10]
- 『炉辺荘のアン』は、ヒトラーが台頭し新たな世界大戦が起きる恐れに加え、夫ユーアンは奇怪な身ぶりを交えて一晩中わけのわからない演説をするなどモンゴメリの精神的ストレスが増すという状況で書き上げられた。

物語のギルバートとアンの結婚生活は幸福に描かれているが、実際の夫は幼い子のように身の回りの世話が必要な状態で結婚生活は実質的に終わっていた。その点を踏まえて41章以降を読むと、ギルバートがアンの誕生日を忘れるエピソードの意味や夫婦円満のハッピーエンドとなる話を読者向けに書いている点が感慨深い。

### 知られざる事実
マリラの名前の由来
聖書が起源で女性の名前としてもポピュラーなマリアの変形ではなく、ケルト語が起源の「輝く海」という意味。アン・ブックス独自の名前ではなく、例えばニューハンプシャーで最初の女性弁護士はマリラ・リッカーだった。

## 漫画化になったアン・ブックス
虹の谷のアン（全2巻）
原ちえこ（講談社）
上巻：2003年10月10日、ISBN 4063347893
下巻：2003年11月13日、ISBN 4063347958